# Álvaro de Caminha
Álvaro de Caminha (* im 15. Jahrhundert in Faro; † 28. April 1499 in São Tomé) war Lehnsherr (donatário, Gouverneur) der Insel São Tomé. Er wurde von Johann II. am 29. Juli 1493 mit einer entsprechenden Charta ausgestattet und fungierte als königlicher Zolleinnehmer und Kapitan-Major (recebedor da Alfândega de Lisboa, capitão-mór - governador). Er kolonisierte die Insel erfolgreicher als seine Vorgänger. Zu diesem Zweck wurden ihm neu getaufte Kinder von Juden sowie einige Sträflinge zur Verfügung gestellt, sowie ein Privileg, Sklaven auf dem afrikanischen Festland zu erwerben um die Insel zu bevölkern. Weitere Privilegien bezogen sich auf den Handel: Den Händlern wurde erlaubt freien Handel mit dem Königreich Mani-Kongo und der Insel Bioko zu treiben. Álvaro de Caminha verlegte das Siedlungszentrum auf der Insel an die Baía de Ana Chaves, da dieser Ort geeigneter für eine Besiedlung erschien. In seiner Amtszeit führte er den Zuckerrohr-Anbau auf der Insel ein. Sein Testament ist ein wichtiges Dokument für die Erforschung der Kolonisierung von São Tomé.